# Polygala carnosa
Polygala carnosa är en jungfrulinsväxtart som beskrevs av Susil Kumar Mukerjee. Polygala carnosa ingår i släktet jungfrulinssläktet, och familjen jungfrulinsväxter. Inga underarter finns listade i Catalogue of Life.